# Mi majeur

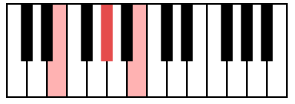
L'accord parfait de mi majeur se compose des notes suivantes : mi, sol♯, si.

La tonalité de mi  majeur se développe en partant de la note tonique mi. Elle est appelée E major en anglais et E-Dur dans l'Europe centrale.
L'armure coïncide avec celle de la tonalité relative do dièse mineur et tonalité homonyme mi mineur
L’échelle de mi majeur est : mi, fa♯, sol♯, la, si, do♯, ré♯, mi .
- tonique : mi
- médiante : sol♯
- dominante : si
- sensible : ré♯

Altérations : fa♯, do♯, sol♯, ré♯.

## Compositions célèbres en mi majeur
- Le Printemps de Vivaldi
- Concerto pour violon en mi majeur (Bach)
- Sonate pour piano nº 30 de Beethoven
- Symphonie nº 7 de Bruckner
- Symphonie n° 8 de Schubert - second mouvement
- Concerto pour violon de Mendelssohn - troisième mouvement
- Arabesques (Debussy) - premier mouvement